# Mopsella triangulata
Mopsella triangulata är en korallart som först beskrevs av Nutting 1911.  Mopsella triangulata ingår i släktet Mopsella och familjen Melithaeidae. Inga underarter finns listade i Catalogue of Life.